# إريكسون يانيس
إريكسون يانيس (بالإسبانية: Erikson Llanes)‏ هو لاعب كرة قدم مكسيكي في مركز الوسط، ولد في 5 سبتمبر 1994 في مونتيري في المكسيك. لعب مع نادي مونتيري.

## وصلات خارجية
- إريكسون يانيس على موقع قاعدة بيانات كرة القدم.إي يو (الإنجليزية)
- إريكسون يانيس على موقع Soccerway.com (الإنجليزية)